# Nikolai Zaremba
Nikolai Ivànovitx Zaremba, rus: Никола́й Ива́нович Заре́мба, (Vítsiebsk, 3 de juny de 1821 - Sant Petersburg, 8 d'abril de 1879) fou un compositor rus. Fou director del Conservatori de Sant Petersburg el 1879 i notable compositor, havent estat deixebles seus Txaikovski, Laroche i d'altres.